# Henk Janssen
Hendrikus Alexander "Henk" Janssen (Arnhem, Gelderland, 17 de juny de 1890 – Arnhem, 28 d'agost de 1969) va ser un esportista neerlandès que va competir a començaments del segle xx. Especialista en el joc d'estirar la corda, guanyà la medalla de plata als Jocs Olímpics de 1920 a Anvers.